# Herb Jordan
Herb (Herbert) Arthur Jordan, kanadski amaterski in kasneje profesionalni hokejist, * 23. oktober 1884, Quebec City, Quebec, Kanada, † 2. junij 1973, Ottawa, Ontario, Kanada.
Najbolj znan je po igranju za moštvi Quebec Bulldogs in Renfrew Millionaires.

## Igralska kariera
Jordan se je rodil v Quebec Cityju. Jordan je splezal po lestvi navzgor vse do moštva Quebec Crescents, ki je bilo posrednik lige CAHL. Leta 1902 se je pridružil članskemu amaterskemu moštvu Quebec HC lige CAHL in igral zanje do leta 1909, ko je postal profesionalec, saj sta tako moštvo kot liga (do tedaj se je že imenovala ECAHA) postali profesionalni. Dve sezoni je igral za moštvo Renfrew Creamery Kings, dokler se ni po sezoni 1911/12 upokojil, ko je NHA moštvo Renfrew prenehalo z delovanjem. 
Jordan je bil dober strelec, njegova najučinkovitejša sezona je bila sezona 1908/09, ko je zadel 30 golov na 12 tekmah.